# Thomas Hare
Pour les articles homonymes, voir Hare.
Thomas Hare (né en Angleterre, le 28 mars 1806 mort le 6 mai 1891) était un promoteur britannique de la réforme électorale. Il a étudié le droit, et a été admis au Barreau en novembre 1833. Il a ensuite publié plusieurs ouvrages sur les décisions des juges. En 1853, il devient inspecteur des organismes de bienfaisance et a par la suite été commissaire adjoint de la Royal City Charities Commission, à propos de laquelle il a publié plusieurs livres. Il a été membre du parti conservateur britannique.
Il est l'un des inventeurs du scrutin à vote unique transférable. À l'origine, son projet de système électoral prévoyait de faire de l'Angleterre un seul énorme électorat (plus tard, il est passé à 800) au sein duquel chaque électeur devait signer et vérifier son vote. En 1873, toutefois, il a adapté ses idées pour tenir compte du vote secret. En vertu de la méthode Hare, il suffit de diviser le vote par le nombre de sièges pour constituer un quota, après quoi l'excédent devait être distribué «au hasard».
Il se fait promoteur de la représentation proportionnelle dans ses célèbres ouvrages Machinery of Representation (1857) et Treatise on the Election of Representatives: Parliamentary and Municipal (de 1859 à 1873). Dans la préface de la quatrième édition de ce dernier, il dit sa conviction que la représentation proportionnelle saurait «... mettre fin au fléau de la corruption, de la violence et du mécontentement lié à la restriction du pouvoir de sélection du choix de l'électeur ». Un grand nombre d'études ont été réalisées sur son système et plusieurs sociétés ont été créées dans le monde entier pour plaider en faveur de son adoption, bien que Hare ait fait remarquer que son régime n'était pas destiné à porter le titre de «représentation des minorités».
Finalement, avec l'aide de contemporains tels que John Stuart Mill et Catherine Helen Spence, Hare a popularisé l'idée de la représentation proportionnelle dans le monde. Il est d'ailleurs abondamment cité et son système de pensée électorale plébiscité dans l'ouvrage de Mill Considérations sur le gouvernement représentatif. La reconnaissance permanente de son nom dans le système de Tasmanie est peut-être opportun en dépit d'être à gauche de ses propositions initiales. Sa mort en mai 1891 a eu lieu plusieurs années avant la première utilisation de la représentation proportionnelle en Tasmanie, en 1897.
Le siège de Londres de la Société de la réforme électorale porte son nom en son honneur.

## Ouvrages
- « Founders of our electoral system », sur www.parliament.tas.gov.au (consulté le 21 novembre 2020)
- (en) The machinery of representation (1857)
- (en) A treatise on election of representatives, parliamentary and municipal (1859)
- (en) The election of representatives parliamentary and municipal: a treatise (1865)